# カール・クラウス (作家)

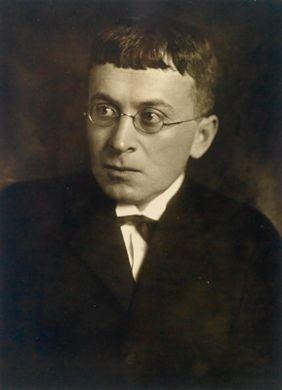
カール・クラウス

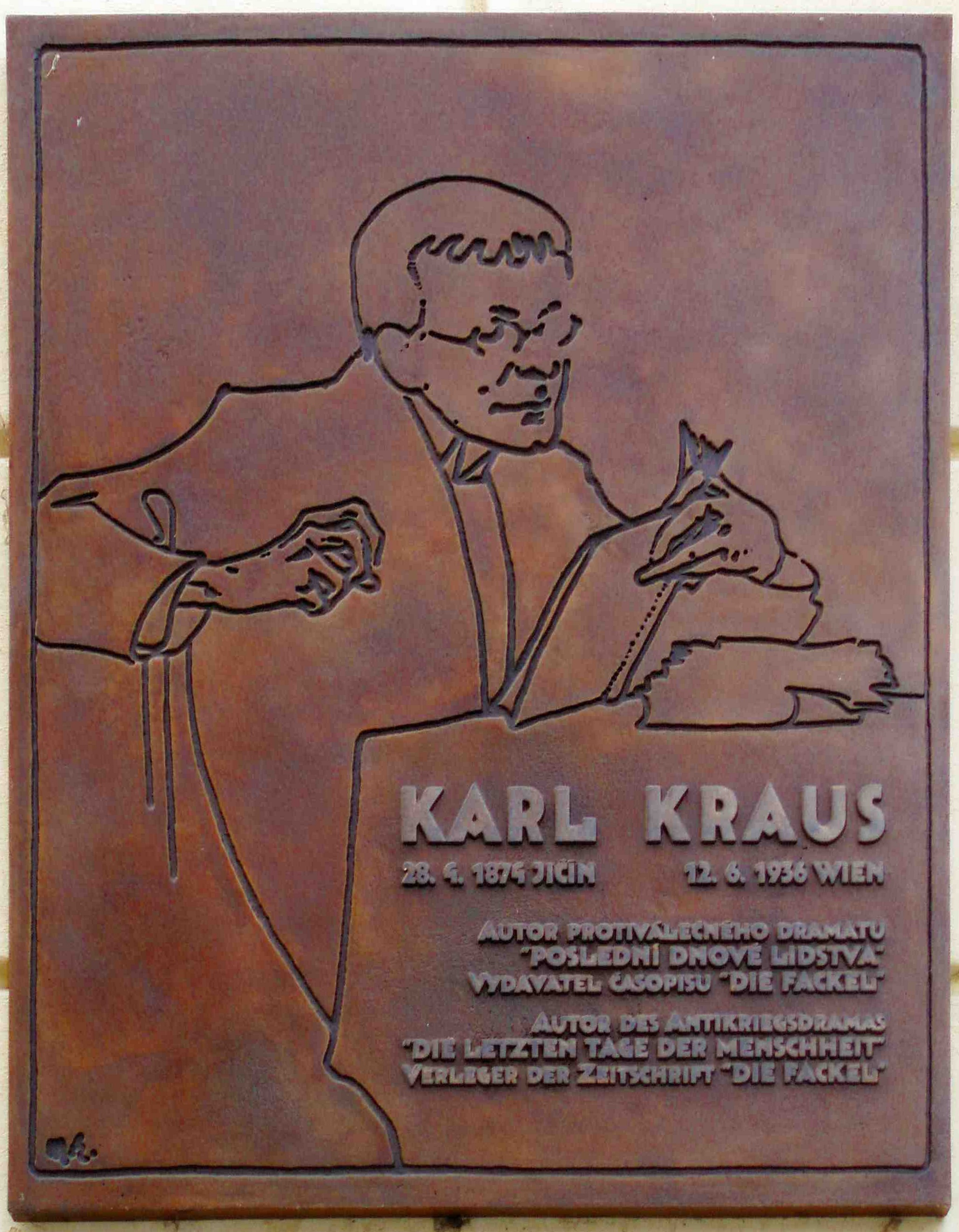
カール・クラウスの生家に飾られている銘板

カール・クラウス（Karl Kraus, 1874年4月28日 ボヘミア・ギッチン Gitschin（チェコ・イチーン Jičín） - 1936年6月12日 ウィーン）はオーストリアの作家・ジャーナリスト。モラヴィア出身のユダヤ人。ウィーン世紀末文化の代表者。
1899年、闘争的な評論雑誌「Die Fackel （火（「炬火」とも））」を創刊、編集を行う。同誌は1912年以降はクラウスの個人誌となり、彼が亡くなる1936年まで中断を挟みつつも刊行が続けられた。権力や社会、文化に対する辛辣な批判と笑いによって、当時のウィーンに大きなインパクトを与えたとされる。
風刺的な時代批判を含む詩・随筆などは、厭世観を示すともいわれる。1922年刊行の全5幕の戯曲『人類最後の日々』は、第一次世界大戦を当時の資料に基づいてドキュメンタリー風に再現したもので、現代政治・寓話劇の先駆的作品の一つとなった。本作にはハンス・アイスラーが曲を付けたが、あまりに長大なため完全な形で上演されたことはない。1933年にはナチスを批判する『第三のワルプルギスの夜』を完成したが、生前は極一部の発表に留まり、出版は死後の1952年となった。
執筆活動と共に公開朗読会を開き、その回数は700回に及んだ（ごく一部は録音されて今日に残されている）。
1936年2月、自転車にはねられたのが元で体調を崩し、通算700回目の朗読会を開いた後に心臓発作と脳障害で死去。ウィーン中央墓地に埋葬された。「火」は、事故直前に刊行された922号が最終号となった。

## 主な作品
- 1909年 Sprüche und Widersprüche (詩)
- 1916年-1925年 Worte in Versen (詩)
- 1922年 Die letzten Tage der Menschheit (戯曲)
- 1924年 Traumtheater (戯曲)

## 日本語訳
- 『著作集』（未完結）
  - 『カール・クラウス著作集 5 アフォリズム』（池内紀 編訳、法政大学出版局、1978年）、ISBN 4-588-12065-4
  - 『カール・クラウス著作集 6 第三のワルプルギスの夜』（佐藤康彦 他訳、1976年、法政大学出版局）、ISBN 4-588-12066-2
  - 『カール・クラウス著作集 7・8 言葉』（武田昌一 他訳、法政大学出版局、1993年3月）、ISBN 4-588-12067-0
  - 『カール・クラウス著作集 9 人類最後の日々（上）』（池内紀 訳、法政大学出版局、1971年）、普及版2016年、ISBN 4-588-49034-6
  - 『カール・クラウス著作集 10 人類最後の日々（下）』（池内紀 訳、法政大学出版局、1971年）、普及版2016年、ISBN 4-588-49035-4
- 『モラルと犯罪』（小松太郎訳、法政大学出版局〈叢書ウニベルシタス〉、1970年）、ISBN 4-588-00016-0
- 『黒魔術による世界の没落』（山口裕之、河野英二訳、現代思潮新社〈エートル叢書〉、2008年）、ISBN 4-329-01018-6

## 関連文献
- 池内紀 『闇にひとつ炬火あり―ことばの狩人カール・クラウス』（筑摩書房〈水星文庫〉、1985年／講談社学術文庫、2015年）、ISBN 4-06-292331-9
- 高橋義彦 『カール・クラウスと危機のオーストリア―世紀末・世界大戦・ファシズム』（慶應義塾大学出版会、2016年）、ISBN 4-7664-2331-3
- 山口裕之 『ベンヤミンのアレゴリー的思考』（人文書院、2003年）、ISBN 4-409-04058-8
- 小林哲也 『ベンヤミンにおける「純化」の思考―「アンファング」から「カール・クラウス」まで』（水声社、2015年）、ISBN 9784801000926
第3部 「純化」の思考へ―「カール・クラウス」における思考の展開（批評家ベンヤミンとカール・クラウス）
- ニーケ・ワーグナー『世紀末ウィーンの精神と性』（菊盛英夫訳、筑摩書房、1988年）